# Yes!!
「Yes!!」（イエス）は、さかいゆうの1枚目のアルバム。

## 解説
- 初回生産分は、スリーブケース仕様でツアーチケット先行予約情報封入。また、「SONG FOR U」キャンペーン応募券封入。

## 収録曲
- 全作詞・作曲・編曲：さかいゆう

1. N.A.M.E.
2. ストーリー～album ver.～
  - 1stシングル曲
3. おはようサンシャイン
4. ウシミツビト
5. ラビリンス
6. ↓
  - 「つなぎのワルツ」と読む。
7. Yeeeeahs!!（feat.RUMI）
8. まなざし☆デイドリーム～album ver.～
  - 2ndシングル曲
9. Room
  - アルバム・リードトラック
10. 週末モーニン
11. ティーンエイジャー
  - アルバムの中で、一番「歌う」ことが難しかったという曲。
12. train～album ver.～
  - 配信リリース曲
13. ストーリー<Live from Tokyo ver.>
  - 配信限定ボーナストラック

## 演奏
- さかいゆう
  - Vocal, Piano
  - Chorus (#1-5.7-12)
  - Other Instruments (#1-5.7.9.10.11.12)
- FUYU：Drums (#1.5.9.10)
- 鈴木渉：Bass (#1.5.10)
- ひぐちしょうこ：Drums (#2.4.8)
- TOKIE：Bass (#2.3.10)
- 高橋結子：Percussion (#2.8)
- 菅坂雅彦：Trumpet (#2)
- 奥村晶：Trumpet (#2)
- 村田陽一：Trombone & Brass Arrangement (#2)
- 竹野昌邦：Tenor Sax (#2)
- あらきゆうこ：Drums (#3.10)
- 石成正人
  - Electric Guitar (#3)
  - Acoustic Guitar (#4)
- SWING-O：Co-Write (#3)
- 山口寛雄
  - Wood Bass (#4)
  - Bass (#9)
- 徳澤青弦ストリングス：Strings (#4.8.10)
- 徳澤青弦：Strings Arrangement (#4.8.10)
- 竹内朋康：Electric Guitar (#5.7.10.12)
- RUMI：Rap (#7)
- 種子田健：Bass (#8)
- 佐橋佳幸：Acoustic Guitar, Electric Guitar, Electric Sitar (#8)
- 島裕介：Trumpet, Trombone, Flute, Flugelhorn, Brass Arrangement (#8)
- 山口周平
  - Acoustic Guitar (#9.11)
  - Electric Guitar (#9)
- 菅田直人：Drums (#11)
- きく・ピーナッツ：Bass (#11)
- 能智祐輔 (notch)：Percussion (#11)
- Yukky from Home Grown：Drums (#12)
- Tanco from Home Grown：Bass (#12)
- 柿崎洋一郎：Organ (#12)
- MEG、濱田美樹：Chorus (#12)